# Smoke in tha City
Albums de MC Eiht
Hood Arrest
(2003) Veterans Day
(2004)
Smoke in tha City est le neuvième album studio de MC Eiht (sous le nom de Tony Smallz), sorti le 14 septembre 2004.

## Liste des titres
| No  | Titre                                       | Contient un (des) sample(s) de           | Durée |
| --- | ------------------------------------------- | ---------------------------------------- | ----- |
| 1.  | Stand Up (featuring RBX)                    |                                          | 5:18  |
| 2.  | Do Compton                                  |                                          | 4:04  |
| 3.  | I'm That                                    |                                          | 3:58  |
| 4.  | My Nine Mil (featuring Daz Dillinger)       |                                          | 4:39  |
| 5.  | Every Day (featuring Kenyatta)              |                                          | 4:10  |
| 6.  | Get at Me                                   | Funkin' for Jamaica (N.Y.) de Tom Browne | 4:25  |
| 7.  | She Likes Gurlz (featuring Bokie)           |                                          | 3:58  |
| 8.  | Don't Play (featuring Game)                 |                                          | 3:48  |
| 9.  | Whateva You Do                              |                                          | 3:39  |
| 10. | 8 Seconds                                   |                                          | 4:21  |
| 11. | Don't Move (featuring Jayo Felony)          |                                          | 4:02  |
| 12. | Some Don't Make It                          |                                          | 3:58  |
| 13. | Killin Folks (featuring Young Buck et Skip) |                                          | 3:48  |
| 14. | U Owe Me                                    |                                          | 3:40  |
| 15. | They Hatin                                  |                                          | 3:58  |
| 16. | Thats My Shit (featuring Bokie)             |                                          | 4:30  |
| 17. | We Don't Like You                           |                                          | 2:45  |
| 18. | U Got Me F*%#'d Up (featuring Kokane)       |                                          | 4:10  |
| 19. | When I Go                                   |                                          | 4:29  |